# Team Jayco AlUla
Team Jayco AlUla (código UCI: JAY) es un equipo ciclista profesional australiano de categoría UCI WorldTeam, iniciando desde la temporada 2012, siendo el primer equipo de dicho país en lograr la máxima categoría del ciclismo mundial.

## Historia

### Lanzamiento y objetivos
El proyecto de equipo fue lanzado en enero de 2011 en Adelaida por el mánager Shayne Bannan, donde expresó su aspiración a obtener una licencia UCI ProTeam. Dicha aspiración sorteó el primer paso en octubre de 2011, al ser evaluado por la UCI como uno de los 15 equipos con más valor deportivo de acuerdo con los fichajes que realizó. Tras la evaluación de criterios éticos, financieros y administrativos finalmente fue aceptado por un período de 2 años (2012-2013) en un comunicado emitido por la UCI el 5 de diciembre de 2011.
Neil Stephens, (exdirector de equipo español Caisse d'Epargne) que también se vinculó al proyecto aseveró en un principio que el equipo entraba en el ciclismo para quedarse varios años, pero que el primer paso era lograr la licencia UCI ProTeam y disputar el Tour de Francia en 2012 aunque en el objetivo no estaría ganarlo ya que el equipo necesitaba madurar y no contaba con un corredor que pudiera pelear por el primer lugar. Pero se esperaba formar un buen equipo competitivo que lograra destacarse en las clásicas de primavera como el Tour de Flandes, París-Roubaix o las Clásicas de las Ardenas.

### Acuerdos con patrocinadores
En el lanzamiento del proyecto se aclaró que el primer objetivo era el de lograr patrocinantes, ya sean en Australia o en el extranjero. Esos acuerdos fueron llegando y en abril se firmó con la marca italiana de ropa Santini un acuerdo por 3 años. También se firmó con Scott como proveedor de bicicletas, y éstas fueron presentadas en junio.
La primera parte de la temporada 2012 hasta el mes de mayo, el equipo fue llamado GreenEDGE Cycling Team. Tras un acuerdo con la empresa Orica Limited pasó a denominarse Orica GreenEDGE desde el inicio del Giro de Italia 2012.

### 2012: Primera temporada exitosa
El australiano  Simon Gerrans se convirtió en el nuevo líder del equipo en 2012. La primera presentación del equipo fue el 1 de enero, en una clásica australiana, la Jayco Bay Cycling Classic, como preparación para la primera carrera del UCI WorldTour, el Tour Down Under. Simon Gerrans le dio el primer triunfo al equipo al triunfar en la clasificación general. Gerrans también le dio el primer triunfo en la primera clásica de la temporada, la Milán-San Remo y en el Gran Premio de Quebec. Además de las victorias de Gerrans, Michael Albasini se quedó con la Volta a Cataluña y una etapa de la Vuelta a Suiza. Otras victorias de etapa destacadas del equipo fueron las de Daryl Impey (Vuelta al País Vasco), Luke Durbridge (Critérium del Dauphiné), Svein Tuft (Eneco Tour) y Aidis Kruopis (Tour de Polonia). A esto se sumó las victorias en las contrarreloj por equipos de la Tirreno-Adriático y el mencionado Eneco Tour.
En las Grandes Vueltas, obtuvo triunfos de etapa en el Giro de Italia y la Vuelta a España con Matthew Goss y Simon Clarke.
En total se obtuvieron 33 victorias a lo largo del año, 15 de ellas en el UCI World Tour y el resto en los Circuitos Continentales (básicamente el europeo) y los campeonatos nacionales. Fue el cuarto equipo con más victorias de la temporada, sólo superado por el Sky, el Omega Pharma-Quick Step y el Liquigas-Cannondale.
En cuanto al UCI WorldTour, ocupó la sexta posición en la clasificación por equipos y la misma plaza fue para Simon Gerrans en la individual.

### 2013: Primer maillot amarillo

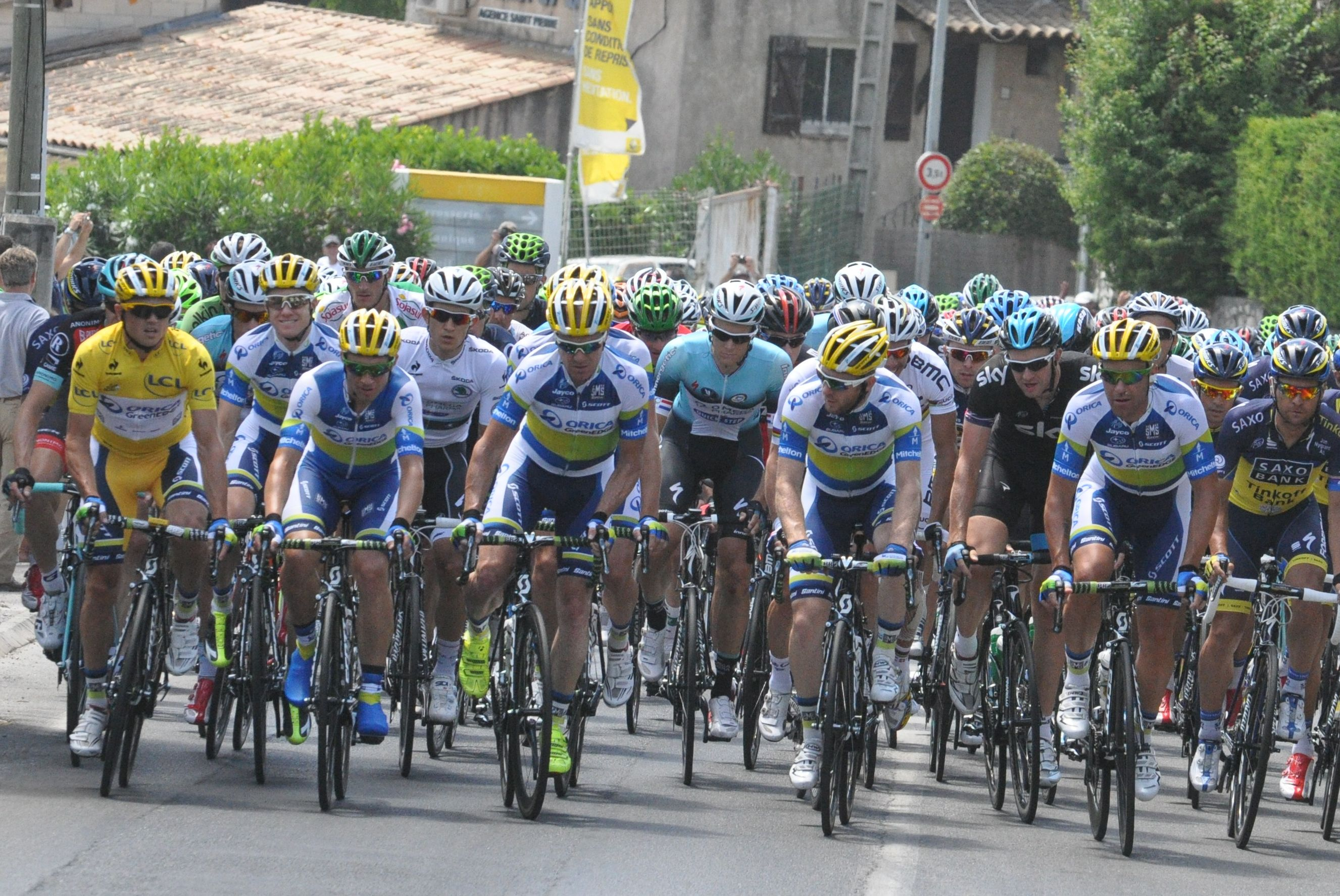
Orica GreenEDGE encabezando el pelotón en la 5ª etapa del Tour de Francia 2013.A la izquierda Gerrans de amarillo.

Para la temporada 2013, se mantuvo a la misma plantilla del año anterior. Solamente se contrató a Michael Matthews, proveniente del Rabobank.
Los primeros triunfos llegaron a principios de enero de la mano de Luke Durbridge, quién se coronó campeón de Australia, tanto en ruta como contrarreloj. Las primeras victorias en carreras fueron a finales de enero con Svein Tuft en el Tour de San Luis y Simon Gerrans en el Tour Down Under, estrenando el palmarés del equipo en el UCI WorldTour 2013.
Si bien durante marzo y abril se lograron victorias en la París-Niza, Tirreno-Adriático, Vuelta a Cataluña y Vuelta al País Vasco, el equipo quedó en el debe con las clásicas de primavera, donde lo único destacable fue el tercer lugar de Simon Gerrans en la Amstel Gold Race. Lo mismo ocurrió durante el Giro de Italia donde el equipo pasó sin mayor destaque. En junio volvieron a la victoria con Cameron Meyer en la 1ª etapa de la Vuelta a Suiza.
Con Simon Gerrans como jefe de filas se llegó al Tour de Francia. En la primera semana fue lo mejor del equipo, donde Gerrans ganó la 3ª etapa y al día siguiente el Orica GreenEDGE ganó la contrarreloj por equipos en Niza por solo un segundo. Así Gerrans se enfundó el maillot amarillo, marcando un hecho histórico para el equipo australiano, donde además Daryl Impey y Michael Albasini se encontraban 2º y 3º con el mismo tiempo. En la 6ª etapa con llegada en Montpellier, un corte de tiempo de los primeros 16 ciclistas del pelotón, hizo que Gerrans cediera el maillot de líder a Daryl Impey. El sudafricano sostuvo el liderato dos días más, hasta la primera etapa de montaña en que perdió el maillot definitivamente.
En agosto Pieter Weening ganó el Tour de Polonia y posteriormente Michael Matthews ganó dos etapas de la Vuelta a España, la 5ª en Lago de Sanabria y la última en Madrid.
El proyecto de ir evolucionando de a poco, con vista a buscar triunfos en vueltas y etapas de montaña, se comenzó a gestar en agosto de 2013, cuando fue anunciado el fichaje para 2014 del campeón italiano de ruta Ivan Santaromita. Pocos días después fue contratado el escalador colombiano Esteban Chaves.

### 2014: Lieja con Gerrans y primera maglia rosa
En las Clásicas de las Ardenas consiguen su segundo monumento ciclista de la mano de Simon Gerrans en la Lieja-Bastoña-Lieja, después de la Milán-San Remo conseguida en el 2012 por el mismo Gerrans. En el Giro de Italia consiguen ganar la primera etapa, la cual era una contrarreloj por equipos y se visten de rosa con el canadiense Svein Tuft, en la segunda etapa el liderato le queda a Michael Matthews, el cual utiliza el maillot durante seis jornadas. Igualmente en la Vuelta a España el mismo Matthews se viste de líder durante un día.
En septiembre dieron un recital en las clásicas de Canadá al llevarse el Gran Premio de Quebec y dos días después el Gran Premio de Montreal con Gerrans. En los campeonatos mundiales se llevaron la medalla de plata en la crono por equipos y en la ruta élite con Gerrans, quien acabó tercero en la clasificación final del UCI WorldTour.

### 2016
A finales de junio se confirmó que el patrocinador (Orica Mining Services) no continuaría patrocinando el equipo para el 2016, por eso el mánager general anunció que el equipo correrá lo que resta de la temporada con un nuevo kit y un nuevo nombre denominado Orica-BikeExchange, comenzando con un nuevo logotipo en su maillot desde el Tour de Francia. Para inicios de este año comienanzan con pie derecho en el Giro de Italia, con el segundo puesto en la general individual del escalador colombiano Esteban Chaves quien tuvo la camisa rosa de líder por un día y una etapa. También con el inesperado cuarto puesto en la general de Adam Yates en el Tour de Francia, y la camisa de los jóvenes. En la Vuelta a España 2016 el equipo ganó 4 etapas: 2 con Magnus Cort, incluyendo la última, una de Simon Yates y una de  Jens Keukeleire . Y también el tercer puesto de Esteban Chaves y el sexto lugar de Simon Yates

### 2017
El equipo a partir de esta temporada cambia nuevamente de nombre a Orica-Scott, la empresa suiza de bicicletas Scott ha sido el patrocinador oficial del equipo desde su creación como el primer equipo mundial de Australia. Su creciente compromiso con el ciclismo ha logrado que a partir del 2017 tanto los equipos masculinos y femeninos compartan el mismo nombre por primera vez en la historia.

## Corredor mejor clasificado en las Grandes Vueltas
| Año  | Giro de Italia        | Tour de Francia      | Vuelta a España       |
| ---- | --------------------- | -------------------- | --------------------- |
| 2012 | 121.º Fumiyuki Beppu  | 72.º Pieter Weening  | 77.º Simon Clarke     |
| 2013 | 37.º Pieter Weening   | 68.º Simon Clarke    | 69.º Simon Clarke     |
| 2014 | 154.º Michael Hepburn | 67.º Jens Keukeleire | 41.º Esteban Chaves   |
| 2015 | 55.º Esteban Chaves   | 50.º Adam Yates      | 5.º Esteban Chaves    |
| 2016 | 2.º Esteban Chaves    | 4.º Adam Yates       | 3.º Esteban Chaves    |
| 2017 | 9.º Adam Yates        | 7.º Simon Yates      | 11.º Esteban Chaves   |
| 2018 | 17.º Mikel Nieve      | 23.º Mikel Nieve     | 1.º Simon Yates       |
| 2019 | 8.º Simon Yates       | 29.º Adam Yates      | 10.º Mikel Nieve      |
| 2020 | - NTS-10              | 9° Adam Yates        | 13° Mikel Nieve       |
| 2021 | 3.º Simon Yates       | 13.º Esteban Chaves  | 31.º Mikel Nieve      |
| 2022 | 13.º Lucas Hamilton   | 22.º Nick Schultz    | 55.º Lawson Craddock  |
| 2023 | 7.º Edward Dunbar     | 4.º Simon Yates      | 70.º Felix Engelhardt |
| 2024 | 11.º Filippo Zana     | 12.º Simon Yates     | 11.º Edward Dunbar    |
| 2025 | 23.º Chris Harper     | 11.º Ben O'Connor    | Bandera de ?          |

Convenciones:
- NTS-N: No tomó la salida para la etapa "N"

## Equipo femenino
El equipo cuenta con un equipo femenino profesional, el Team Jayco AlUla, en activo desde 2012.

## Equipación
| Orica GreenEDGE (2013) | Orica GreenEDGE (2014-2016) | Mitchelton-Scott (2018-2020) | Team BikeExchange (2021) | BikeExchange-Jayco (2022) | Team Jayco AlUla (2023) |

## Material ciclista
El equipo utiliza bicicletas Giant, componentes Shimano y equipamiento deportivo Giordana Sports.
| Año  | Bicicletas | Equipación | Cascos | Gafas  | Componentes | Ruedas  | Sillines | Neumáticos | Bidones | Ciclocomputadores | Potenciómetros | Nutrición deportiva | Coches  |
| ---- | ---------- | ---------- | ------ | ------ | ----------- | ------- | -------- | ---------- | ------- | ----------------- | -------------- | ------------------- | ------- |
| 2012 | Scott      | Santini    | Scott  | Oakley | Shimano     |         |          |            |         |                   |                |                     | Subaru  |
| 2013 | Scott      | Santini    | Scott  | Bollé  | Shimano     |         |          |            |         |                   |                |                     | Subaru  |
| 2014 | Scott      | Craft      | Scott  | Bollé  | Shimano     | Shimano | Prologo  |            |         |                   |                |                     | Subaru  |
| 2015 | Scott      | Craft      | Scott  | Bollé  | Shimano     |         |          |            |         |                   |                |                     | Subaru  |
| 2016 | Scott      | Giordana   | Scott  |        | Shimano     |         |          |            |         |                   |                |                     | Renault |
| 2017 | Scott      | Giordana   | Scott  |        | Shimano     |         |          |            |         |                   |                |                     | Renault |
| 2018 | Scott      | Giordana   | Scott  |        | Shimano     |         |          |            |         |                   |                |                     | Škoda   |
| 2019 | Scott      | Giordana   | Scott  |        | Shimano     |         |          |            |         |                   |                |                     | Škoda   |
| 2020 | Scott      | Giordana   | Scott  |        | Shimano     |         |          |            |         |                   |                |                     | Škoda   |
| 2021 | Bianchi    | Giordana   | Giro   |        | Shimano     |         |          |            |         |                   |                |                     | Škoda   |
| 2022 | Giant      | Giordana   | Giant  |        | Shimano     |         |          |            |         |                   |                |                     | Škoda   |
| 2023 | Giant      | Giordana   | Giant  |        | Shimano     |         |          |            |         |                   |                |                     | Škoda   |

## Clasificaciones UCI

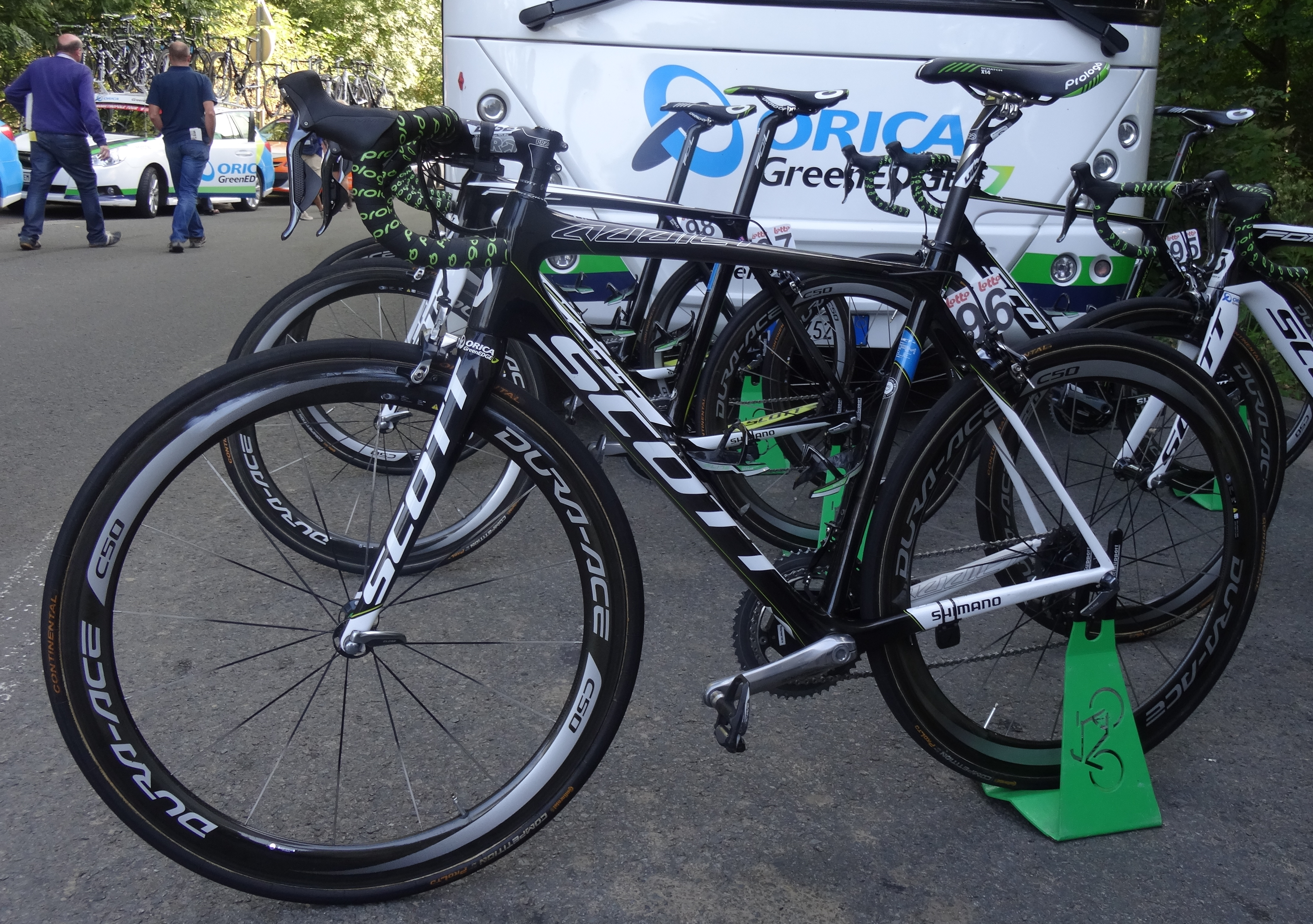
Bicicletas del equipo en el Tour de Eurométropole 2014.

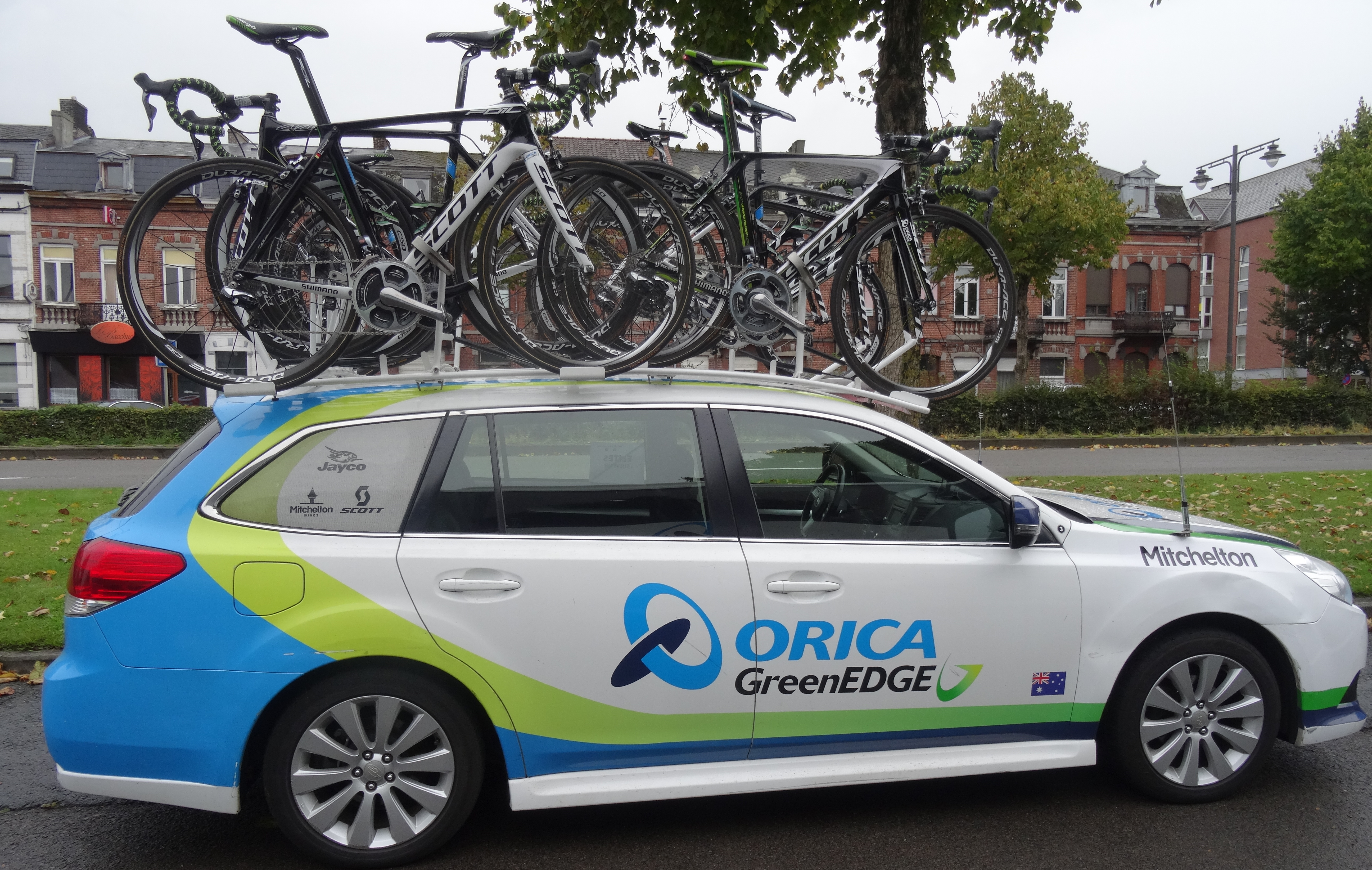
Vehículo y bicicletas que utiliza el equipo.

A partir de 2005 la UCI instauró el circuito profesional de máxima categoría, el UCI ProTour y elaboraba un ranking de clasificación de los ciclistas y equipos profesionales. Tras discrepancias entre la UCI y las Grandes Vueltas, en 2009 se tuvo que refundar el UCI ProTour en una nueva estructura llamada UCI World Ranking, formada por carreras del UCI World Calendar; y a partir del año 2011 uniéndose en la denominación común del UCI WorldTour.
Las clasificaciones del equipo y su mejor ciclista en el WorldTour son las siguientes:
| Año  | Clasificación por equipos | Mejor corredor en la clasificación individual | Posición |
| 2012 | 6.º                       | Simon Gerrans                                 | 6.º      |
| 2013 | 13.º                      | Pieter Weening                                | 25.º     |
| 2014 | 5.º                       | Simon Gerrans                                 | 3.º      |
| 2015 | 8.º                       | Michael Matthews                              | 20.º     |
| 2016 | 5.º                       | Esteban Chaves                                | 9.º      |
| 2017 | 7.º                       | Michael Albasini                              | 33.º     |
| 2018 | 5.º                       | Simon Yates                                   | 1.º      |
| 2019 | 8.º                       | Adam Yates                                    | 18.º     |
| 2020 | 11.º                      | Simon Yates                                   | 27.º     |
| 2021 | 19.º                      | Simon Yates                                   | 36.º     |
| 2022 | 16.º                      | Michael Matthews                              | 11.º     |
| 2023 | 13.º                      | Simon Yates                                   | 11.º     |

## Palmarés
Para años anteriores, véase Palmarés del Team Jayco AlUla

### Palmarés 2025

#### UCI WorldTour
| Fechas       | Carreras                          | Ganador          |
| 2 de febrero | Cadel Evans Great Ocean Road Race | Mauro Schmid     |
| 1 de mayo    | Gran Premio de Fráncfort          | Michael Matthews |
| 17 de mayo   | 8.ª etapa del Giro de Italia      | Luke Plapp       |
| 31 de mayo   | 20.ª etapa del Giro de Italia     | Chris Harper     |
| 24 de julio  | 18.ª etapa del Tour de Francia    | Ben O'Connor     |

#### UCI ProSeries
| Fechas     | Carreras                        | Ganador           |
| 17 de mayo | 4.ª etapa del Tour de Hungría   | Dylan Groenewegen |
| 4 de junio | 1.ª etapa del Tour de Eslovenia | Dylan Groenewegen |
| 6 de junio | 3.ª etapa del Tour de Eslovenia | Dylan Groenewegen |

#### Circuitos Continentales UCI
| Fechas      | Circuito             | Carreras                                  | Ganador     |
| 26 de marzo | UCI Europe Tour 2025 | 2.ª etapa de la Settimana Coppi e Bartali | Paul Double |
| 3 de abril  | UCI Europe Tour 2025 | 2.ª etapa del Tour de Grecia              | Luke Plapp  |

#### Campeonatos nacionales
| Fechas       | Carreras                                   | Ganador        |
| 9 de enero   | Campeonato de Australia Contrarreloj (CRI) | Luke Plapp     |
| 12 de enero  | Campeonato de Australia en Ruta            | Luke Durbridge |
| 7 de febrero | Campeonato de Sudáfrica Contrarreloj (CRI) | Alan Hatherly  |
| 26 de junio  | Campeonato de Suiza Contrarreloj (CRI)     | Mauro Schmid   |
| 29 de junio  | Campeonato de Suiza en Ruta                | Mauro Schmid   |

## Plantilla
Para años anteriores, véase Plantillas del Team Jayco AlUla

### Plantilla 2025
| Nombre                  | Nacimiento | Nacionalidad  | Equipo 2024                        |
| Welay Berhe             | 22/10/2001 | Etiopía       | Team Jayco AlUla                   |
| Koen Bouwman            | 02/12/1993 | Países Bajos  | Team Visma \| Lease a Bike         |
| Filippo Conca           | 22/09/1998 | Italia        | Swatt Club (2025)                  |
| Alessandro De Marchi    | 19/05/1986 | Italia        | Team Jayco AlUla                   |
| Davide De Pretto        | 19/04/2002 | Italia        | Team Jayco AlUla                   |
| Robert Donaldson        | 08/04/2002 | Reino Unido   | Trinity Racing                     |
| Paul Double             | 25/06/1996 | Reino Unido   | Team Polti Kometa                  |
| Edward Dunbar           | 01/09/1996 | Irlanda       | Team Jayco AlUla                   |
| Luke Durbridge          | 09/04/1991 | Australia     | Team Jayco AlUla                   |
| Felix Engelhardt        | 19/08/2000 | Alemania      | Team Jayco AlUla                   |
| Anders Foldager         | 27/07/2001 | Dinamarca     | Team Jayco AlUla                   |
| Patrick Gamper          | 18/02/1997 | Austria       | Red Bull-BORA-hansgrohe            |
| Dylan Groenewegen       | 21/06/1993 | Países Bajos  | Team Jayco AlUla                   |
| Chris Harper            | 23/11/1994 | Australia     | Team Jayco AlUla                   |
| Alan Hatherly           | 15/03/1996 | Sudáfrica     | Cannondale Factory Racing          |
| Asbjørn Hellemose       | 15/01/1999 | Dinamarca     | ASD Swatt Club                     |
| Michael Hepburn         | 17/08/1991 | Australia     | Team Jayco AlUla                   |
| Christopher Juul-Jensen | 06/07/1989 | Dinamarca     | Team Jayco AlUla                   |
| Jelte Krijnsen          | 12/05/2001 | Países Bajos  | Q36.5 Pro Cycling Team (stagiaire) |
| Michael Matthews        | 26/09/1990 | Australia     | Team Jayco AlUla                   |
| Luka Mezgec             | 27/06/1988 | Eslovenia     | Team Jayco AlUla                   |
| Kelland O'Brien         | 22/05/1998 | Australia     | Team Jayco AlUla                   |
| Ben O'Connor            | 25/11/1995 | Australia     | Decathlon AG2R La Mondiale Team    |
| Luke Plapp              | 25/12/2000 | Australia     | Team Jayco AlUla                   |
| Elmar Reinders          | 14/03/1992 | Países Bajos  | Team Jayco AlUla                   |
| Mauro Schmid            | 04/12/1999 | Suiza         | Team Jayco AlUla                   |
| Campbell Stewart        | 12/05/1998 | Nueva Zelanda | Team Jayco AlUla                   |
| Jasha Sütterlin         | 04/11/1992 | Alemania      | Team Bahrain Victorious            |
| Max Walscheid           | 13/06/1993 | Alemania      | Team Jayco AlUla                   |
| Filippo Zana            | 18/03/1999 | Italia        | Team Jayco AlUla                   |

1. ↑  Desde el 13 de agosto.